# Износково (Рыльский район)
Изно́сково — деревня в Рыльском районе Курской области. Входит в состав Малогнеушевского сельсовета.

## География
Деревня находится на реке Веть (приток Сейма), в 105 км западнее Курска, в 7 км к юго-востоку от районного центра — города Рыльск, в 3 км от центра сельсовета — Малогнеушево.
Улицы
В деревне улицы: Заречная, Лесная, Луговая, Набережная, Пролетарская, Садовая, Центральная.
Климат
Износково, как и весь район, расположено в поясе умеренно континентального климата с тёплым летом и относительно тёплой зимой (Dfb в классификации Кёппена).

## Население
| 2002 | 2010 |
| ---- | ---- |
| 419  | ↘340 |

## Инфраструктура
Личное подсобное хозяйство. Пляж. В деревне 169 домов.

## Транспорт
Износково находится в 3,5 км от автодороги регионального значения 38К-030 (Рыльск — Коренево — Суджа), на автодороге межмуниципального значения 38Н-566 (38К-030 — Малогнеушево — п. им. Куйбышева — Семеново с подъездом к Износково), в 1 км от ближайшей ж/д станции Сеймская (линия 16 км — Сеймская).
В 163 км от аэропорта имени В. Г. Шухова (недалеко от Белгорода).